# Alfred East
Sir Alfred East (Kettering, 15 de dezembro de 1849 — Londres, 28 de setembro de 1913) foi um pintor inglês.

## História
East nasceu em Kettering, em Northamptonshire e estudou na Escola de Arte de Glasgow. Suas paisagens mostram a influência da Escola de Barbizon. Sua obra "The Arte of Landscape Painting in Oil Colour" foi publicada no ano de 1906. Em abril de 1888 ele compartilhou uma exibição na galeria de "Fine Art Society" com T. C. Gotch e W. Ayerst Ingram e foi comissionado no ano seguinte por Marcus Huish, Diretor de Gestão da Sociedade, para que East pudesse passar seis meses no Japão, pintando a paisagem e as pessoas do local. Após voltar do país asiático, East realizou uma exibição  que continham 104 pinturas feitas durante o período.
Alfred East visitou a Espanha em 1892, quando visitou Algeciras, localizada no extremo sul da Ibéria. Em 1906, foi eleito Presidente da Realeza de Artistas Britânico, posição social que manteve até a sua morte. Em 1910, foi nomeado cavaleiro pelo Rei Edward VII e seu retrato foi pintado por Philip de Laszlo.

## Galeria

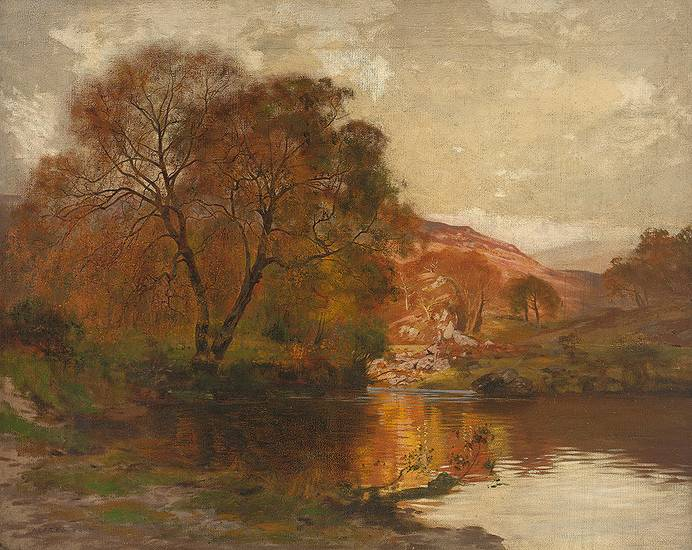
Lago no outono
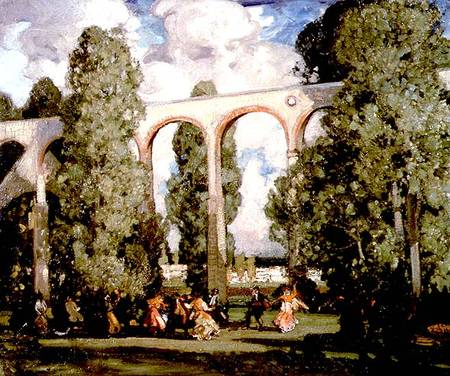
La Fiesta
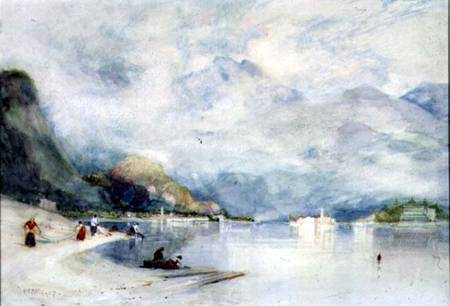
Lago Maggiore em Stresa
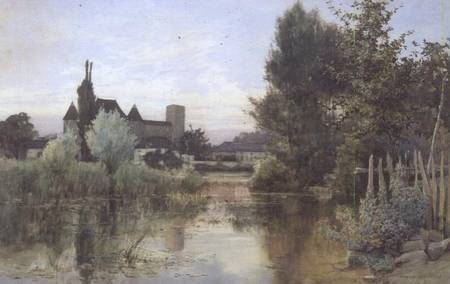
Chateau de Nemours
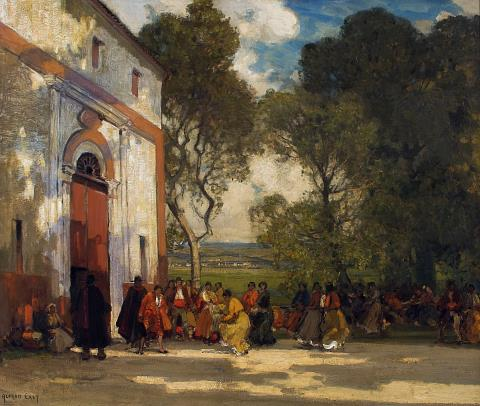
Outside the Bull Ring
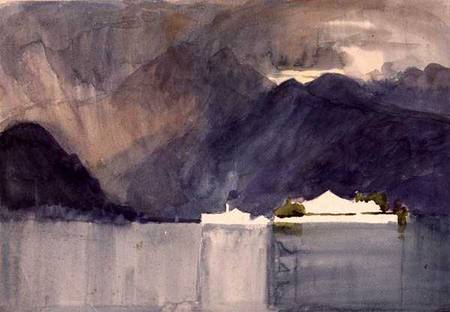
Lago suiço